# Wally Seck
 (août 2023).
La mise en forme du texte ne suit pas les recommandations de Wikipédia : il faut le « wikifier ».
Les points d'amélioration suivants sont les cas les plus fréquents :
- Les titres sont pré-formatés par le logiciel. Ils ne sont ni en capitales, ni en gras.
- Le texte ne doit pas être écrit en capitales (les noms de famille non plus), ni en gras, ni en italique, ni en « petit »…
- Le gras n'est utilisé que pour surligner le titre de l'article dans l'introduction, une seule fois.
- L'italique est rarement utilisé : mots en langue étrangère, titres d'œuvres, noms de bateaux, etc.
- Les citations ne sont pas en italique mais en corps de texte normal. Elles sont entourées par des guillemets français : « et ».
- Les listes à puces sont à éviter, des paragraphes rédigés étant largement préférés. Les tableaux sont à réserver à la présentation de données structurées (résultats, etc.).
- Les appels de note de bas de page (petits chiffres en exposant, introduits par l'outil «  Source ») sont à placer entre la fin de phrase et le point final[comme ça].
- Les liens internes (vers d'autres articles de Wikipédia) sont à choisir avec parcimonie. Créez des liens vers des articles approfondissant le sujet. Les termes génériques sans rapport avec le sujet sont à éviter, ainsi que les répétitions de liens vers un même terme.
- Les liens externes sont à placer uniquement dans une section « Liens externes », à la fin de l'article. Ces liens sont à choisir avec parcimonie suivant les règles définies. Si un lien sert de source à l'article, son insertion dans le texte est à faire par les notes de bas de page.
- La présentation des références doit suivre les conventions bibliographiques. Il est recommandé d'utiliser les modèles {{Ouvrage}}, {{Chapitre}}, {{Article}}, {{Lien web}} et/ou {{Bibliographie}}. Le mode d'édition visuel peut mettre en forme automatiquement les références.
- Insérer une infobox (cadre d'informations à droite) n'est pas obligatoire pour parachever la mise en page.

Pour une aide détaillée, merci de consulter Aide:Wikification.
Si vous pensez que ces points ont été résolus, vous pouvez retirer ce bandeau et améliorer la mise en forme d'un autre article.
Pour les articles homonymes, voir Seck.
Wally Ballago Seck est un chanteur sénégalais né le 27 avril 1985 à Dakar (Sénégal). Surnommé le chanteur du peuple, il est le lead-vocal du groupe Raam Daan (en) et patron de Faramareen Music. Il est le fils du chanteur Thione Seck. Son premier projet musical intitulé Bo - Dioudo est sorti en 2007. En 2019, il signe avec la grande maison de disque française Believe.
En octobre 2023, il sort son album de musiques du monde I Wanna Be Free. L'album se classe dans le Top 3 des meilleures ventes Fnac et 17e dans le classement SNEP des albums les plus vendus en France lors de la deuxième semaine.
En 2024, il est le premier artiste Ouest Africain à se produire à guichet fermé dans la nouvelle salle de Adidas Arena qui est la 3e plus grande salle fermée de Paris.

## Biographie
Issu d'une famille de griot, Wally Seck a grandi dans la capitale sénégalaise. Dans sa jeunesse, il s'est trouvé une passion pour le football et rêvait d'une carrière professionnelle dans ce domaine. Il a même joué dans la primevera.
Cependant, sa carrière peinant à décoller, il retourna au Sénégal pour se concentrer dans sa carrière musicale. Il commence sa carrière avec le single Bo - Dioudo en 2007 qui fût un succès au Sénégal et dans la diaspora.

### Carrière musicale
Après le succès de son premier single Bo - Dioudo, Wally revient en force avec l'album Voglio en 2009 composé de 7 titres.
En 2011, il est nommé dans le top 5 des artistes lors du Sunu Music Awards. Un an après, il sort son deuxième album intitulé Louné et commence à assurer les soirées au Penc-Mi, un célèbre night club de la capitale appartenant à son père. En 2014, il remplit le Zénith de Paris et reçoit le titre d'Homme de l'Année décerné par l’OMART (Observatoire de la Musique et des Arts).
Son troisième album intitulé Xél sort en 2015. C'est alors que débute sa tournée internationale avec des grandes affiches telles que Paris Bercy en juin 2016. En 2018, il sort son quatrième album intitulé Symphonie.
Ne se limitant pas au Mbalax, Wally commence à diversifier son répertoire musical en explorant d'autres styles de musique comme l'Afrobeat. C'est dans ce sens qu'il a sorti des hits comme Donne moi une chance qui a connu un franc succès et lui a valu des nominations.
En 2017, il gagne deux trophées : meilleur artiste masculin et "Best Supporting Act" aux HAPA Music Awards USA.
Étant l'homme des guichets fermés, pour son anniversaire en 2014, Wally est le premier artiste sénégalais à avoir tenu deux concerts à guichet fermé, en deux jours d'affilée dans la salle mythique de Grand Théâtre de Dakar. Pour pouvoir satisfaire ses nombreux fans, il commence à se produire dans des espaces ouverts comme les esplanades de Grand théâtre ou Cices qu'il transforme en marrée humaine en regroupant des dizaines de milliers de fans à l'occasion de son concert annuel d'anniversaire ou le Bal des faramareen",. Il a fait des guichets fermés dans presque tous les stades du Sénégal. À l'international, il a rempli des salles mythiques telles que Bercy, Zénith, Dock Pullman, Dôme de Paris, Adidas Arena.
Le 6 janvier 2018, Miirna le hit incontournable de Wally Seck voit le jour et devient un classique intemporel de la musique sénégalaise. Encore de par sa constance, Wally Seck détient le record de la vidéo musicale la plus regardée en 2018, et obtient le trophée leral award du tube de l'année.
En 2018, il remporte le trophée de meilleur artiste africain de sa génération aux Next Generation Entertainment Awards USA.
Il sort deux EP en 2020 nommés Afromix et Afromix 2 tous deux composés de 4 titres. L'idée est de combiner le célèbre Mbalax avec l'Afro-Pop pour être consommé à l'international. En 2021, il sort un autre titre EP Xippil Xoll qui a connu un grand succès. Dans cet EP, il développe les thèmes de l'immigration et de la préservation de l'environnement. Il enchaine les hits et sort Natural Love qui connaît aussi un grand succès et est bien accueilli par les africains.
En 2021, il est désigné meilleur artiste de l'année au Calebasse de l'Excellence et est l'artiste le plus streamé sur YouTube.
Le 19 décembre 2022, Wally Seck sort un nouvel album intitulé État d'esprit qui est l'album Mbalax le plus écouté sur les plateformes de streaming entre fin 2022 et 2023.
Après la sortie de son album I Wanna Be Free en fin 2023, Wally Seck continue à faire le tour des grandes scènes. À l'affiche pour la journée du 27 juillet 2024, Wally Seck a fait une prestation mémorable devant près de dix mille personnes au parc des jeux dans le cadre des Jeux Olympiques de Paris 2024,.
Il a collaboré avec des artistes de renommée internationale comme Chris Brown sur le titre Paris Fever et Jason Derulo sur Jour de fête,.
En 2025, il est nommé aux Trace Awards dans la catégorie "Meilleur Artiste Francophone".
En 2025, il devient le premier artiste sénégalais certifié double disque d'or par AMC Africa pour son album État D'Esprit et son single Confuse

### Phénomène et influence
Un véritable phénomène de la musique sénégalaise, Wally Seck est le sénégalais le plus recherché sur Google en 2016.
En 2023, il est nommé ambassadeur de Expresso Sénégal.
En 2024, il est nommé ambassadeur de la RTS (Radio Télévision Sénégalaise).

### Philanthropie
Le musicien sénégalais est bien connu pour les actions de charité qu'il organise pour son propre peuple au Sénégal et en Gambie. Il a aidé de nombreuses personnes nécessiteuses et malades, en offrant les produits de son dernier album aux habitants du village d'enfants de SOS. L'album est composé de 9 titres et s'appelle Apéro, live 2017, avec des chansons bien connues, qui ont été reprises tout en mbalax. Un résumé de l'article publié par la revue Standards le 15 décembre 2020 déclare ce qui suit :

« Le célèbre musicien sénégalais Wally Ballago Seck et ses partenaires ont fait don de nourriture et de jouets aux enfants de SOS jeudi. Le geste visait à aider les enfants du village et à contribuer à leur développement. Mariatou Sallah, directeur national du village d'enfants SOS en Gambie, a déclaré que Wally était le père des enfants du village. Fanta Sidibeh Mbye a déclaré que Wally se souciait du peuple gambien et ferait tout pour les aider. Il a dit que les Gambiens sont toujours sa priorité. Wally a félicité l'exécutif de SOS pour avoir défendu les enfants et les a exhortés à poursuivre leur bon travail. »

## Récompenses et nominations

### Récompenses
- 2016 : Le sénégalais le plus recherché sur Google
- 2017 : Meilleur artiste masculin et Best Supporting Act aux Hapa Awards
- 2017 : Raaya Musique Awards: Meilleur Artiste de l'année
- 2018 : Meilleur artiste africain de sa génération aux Next Generation Entertainment awards
- 2018 : Leral Awards: "Mirna" de Wally B. Seck, élu Tube de l'année 2018
- 2021 : Calebasse de l'Excellence: Meilleur artiste de l'année 2021
- 2021 : Trophée Coup de cœur, Cauris d'Or 2021
- 2021 : Artiste le plus streamé sur YouTube Sénégal
- 2022 : Raaya Musique awards: "Wurus" de Wally B. Seck, élu meilleur clip de l'année 2022
- 2022 : Artiste le plus streamé sur Youtube Sénégal
- 2024 : Ambassadeur de la RTS (Radio Télévision Sénégalaise)

### Nominations
- 2022 : Best Francophone Male Artist aux African Entertainment Awards
- 2023 : Best Francophone aux AFRIMMA Awards
- 2023 : Best African Entertainer aux Ghana Entertainment Awards
- 2024 : Best Francophone Male Artist aux African Entertainment Awards USA
- 2025 : Best Francophone Artist aux Trace Awards

## Spectacles à l'international
| Dates                           | Lieux                                                                         | Événement                                   |
| ------------------------------- | ----------------------------------------------------------------------------- | ------------------------------------------- |
| 15 mars 2014                    | New York B.B KING                                                             | UNESCO Peace concert                        |
| 3 mai 2014                      | Zénith de Paris                                                               | Concert                                     |
| 7 mars 2015                     | Palais des Congrès de Montreuil                                               |                                             |
| juillet – août – septembre 2015 | Stockholm – Hamburg – Oslo - Londres                                          | European Tour                               |
| 4 juin 2016                     | Paris Bercy                                                                   | Concert                                     |
| juillet – août 2016             | New York – Maryland – Montréal – Raleigh – Seattle – Ohio – Memphis – Atlanta | USA Tour                                    |
| 22 avril 2017                   | Paris                                                                         | Dock Pullman                                |
| 25 - 28 mai 2017                | Wurtzbourg                                                                    | 29th International Africa Festival          |
| 23 août 2017                    | Ibiza                                                                         |                                             |
| 26 août 2017                    | Londres                                                                       |                                             |
| 15 septembre 2017               | Bruxelles                                                                     |                                             |
| 16 septembre 2017               | Istanbul                                                                      |                                             |
| 7 juillet 2018                  | Casablanca                                                                    |                                             |
| 8 septembre 2018                | Genève                                                                        |                                             |
| 23 août 2019                    | Londres                                                                       | Indigo at the O2 Concert                    |
| 24 août 2019                    | Londres                                                                       | Indigo at the O2 Concert                    |
| 26 octobre 2019                 | Paris                                                                         | Le Dome De Paris / Palais De Sports Concert |
| 10 juin 2023                    | Paris                                                                         | Le Dome De Paris / Palais De Sports Concert |
| 7 décembre 2024                 | Paris                                                                         | Adidas Arena Paris Concert                  |